# Jungiella sybaritana
Jungiella sybaritana är en tvåvingeart som beskrevs av Salamanna 1975. Jungiella sybaritana ingår i släktet Jungiella och familjen fjärilsmyggor. Inga underarter finns listade i Catalogue of Life.